# HEY WORLD!!
HEY WORLD!! (ヘイワールド) は、埼玉県北本市深井六丁目にある複合商業施設。2005年12月8日開業。

## 概要
かつて、この土地に平和アルミ（当時）埼玉工場があった事にちなんで「HEY WORLD!! (ヘイワールド)」になった。
施設内には多くの催事・イベントスペースがあり、キッチンカーやカーイベント、音楽イベントなど、様々なイベントが行われている。こうのす花火大会開催時には屋上駐車場を無料開放している。またオリジナルキャラクターの「ル・モン」と「ラ・ペ」がいる。
当施設は北本市と「災害時における物資の供給に関する協定」を締結しており、災害時には平和アルミ製作所と覚書を締結したテナントから、北本市へ物資を供給する。

## 店舗
2025年2月現在。

### 1階
- フードスクエアカスミ（核店舗）
- マツモトキヨシ
- ユニクロ
- キャンドゥセレクト (カスミ店内)
- GiGO
- クリーニングそめや
- 牛角食べ放題専門店
- ゆで太郎/もつ次郎
- チャンスセンター
- セブン銀行 ATM
- D's BREAD (カスミ店内)
- 日本一 (カスミ店内)
- 上海飯店 (カスミ店内)
- Photo me 証明写真機

### 2階
- ヤマダデンキ（核店舗）
- ゴルフ5
- スポーツデポ

### 3階
- 屋上駐車場

## アクセス

### バス
- 無料の送迎バスを鴻巣駅 ‐ ヘイワールド間で運行している。鴻巣駅東口発、ヘイワールド行きの運行本数は1日10本。ヘイワールド発、鴻巣駅東口行きは1日8本。
- 丸建つばさ交通「けんちゃんバス」東間・深井循環（宮内先回り、東間先回り）、スカイハイツ前バス停利用。

### 車
- 国道17号線